# Das Ende einer Welt
Das Ende einer Welt ist eine erstmals 1952 veröffentlichte Erzählung von Wolfgang Hildesheimer.

## Inhalt
Der Erzähler verkauft aufgrund von Spielschulden die sich in seinem Besitz befindliche Badewanne, in der Jean Paul Marat ermordet wurde. Käuferin ist die Marchesa Montetristo, eine gebürtige US-Amerikanerin und Sammlerin von Waschutensilien aus dem 18. Jahrhundert. Er wird daraufhin von ihr zu einer Abendgesellschaft auf San Amerigo eingeladen, einer künstlichen Insel südlich von Murano, die Montetristo einst errichten ließ, um dem Festland zu entfliehen.
Bei der Zusammenkunft bemerkt der Erzähler, dass das Anwesen dem Palazzo Vendramin-Calergi nachempfunden ist, während die Innenarchitektur jedes Zimmers den Stil einer anderen Epoche von der Gotik beginnend repräsentiert. Es sind viele Gäste aus der Kunstszene anwesend und als Höhepunkt des Abends sollen zwei Flötensonaten uraufgeführt werden, die angeblich von einem Komponisten namens Antonio Giambattista Bloch, tatsächlich aber von einem ebenfalls eingeladenen Musikforscher stammen. Zur Authentizität der Stimmung ist der Saal nur mit Kerzenschein erleuchtet. Während der Darbietung erfährt die Gastgeberin, dass das Fundament der Insel im Meer zu versinken beginnt. Sie teilt dies den Gästen mit, einigt sich aber mit ihnen, die Musikstücke dennoch zu beenden. Während sich die anderen Anwesenden am eindringenden Wasser nicht stören, verlassen die Bedienten sowie die dort lebenden Ratten schnellstens das Gebäude. Auch der Erzähler flieht und kann sich auf der letzten verbliebenen Gondel retten. Vor dem Ufer von San Giorgio Maggiore treibend blickt er nach dem nun völlig versunkenen Eiland zurück. Seine Gedanken gelten in diesem Moment der verlorenen Badewanne.

## Veröffentlichungen
Das Werk war Teil des Bandes Lieblose Legenden, der erstmals 1952 in der Deutschen Verlags-Anstalt erschien. Volk und Welt gab die Geschichte im Rahmen der Reihe Erkundungen auch in der DDR heraus. 2009 publizierte das Officina Ludi eine illustrierte Fassung.
Der Prosatext wurde von Hildesheimer auch zu einem Hörspiel und von Hans Werner Henze zudem zu einer Opera buffa verarbeitet.